# 後施韋策山

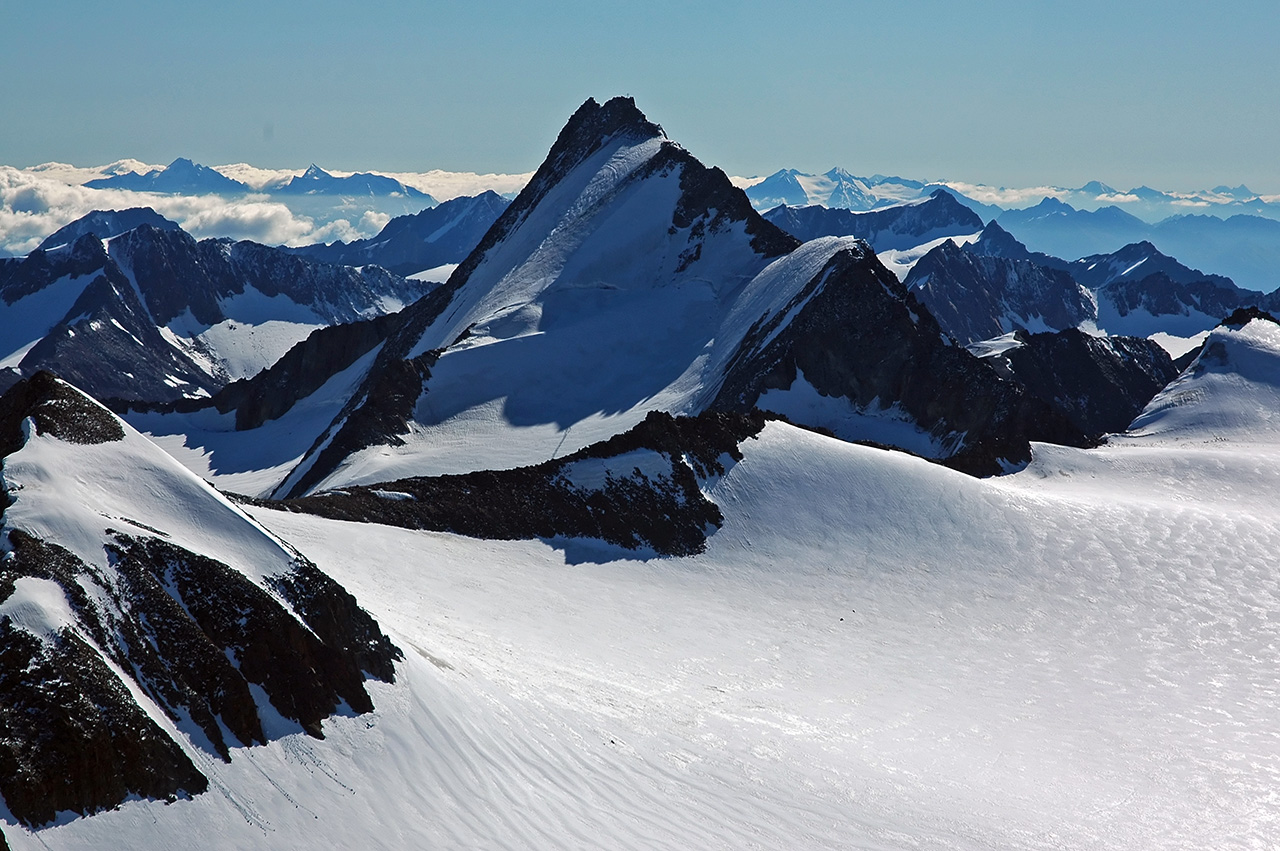

46°46′24″N 10°54′53″E / 46.77333°N 10.91472°E
後施韋策山（德語：Hintere Schwärze，奧地利德語發音：[ˈhɪntərɛ ˈʃvɛrtsɛ] ⓘ）是中歐的山峰，位於奧地利和意大利接壤的邊境，屬於奥特莱斯山的一部分，海拔高度3,628米，人類在1867年9月10日首次登頂。